# Luxemburgs distrikt
Luxemburg var till och med den 3 oktober 2015 indelat i tre distrikt som sedan delades in vidare i kantoner och därefter slutligen i kommuner. Numera är kantonerna den högsta nivån i landets administrativa indelning.
1. Diekirch (distrikt)
  - Diekirch
  - Clervaux
  - Redange
  - Vianden
  - Wiltz
2. Grevenmacher (distrikt)
  - Grevenmacher
  - Echternach
  - Remich
3. Luxembourg (distrikt)
  - Luxembourg
  - Capellen
  - Esch-sur-Alzette
  - Mersch

Kantonerna och distrikten skapades 24 februari 1843. 1857 skapades distriktet Mersch från kantonerna Mersch och Redange, men det avskaffades 1867.